# Abstrusomyzus reticulatus
Abstrusomyzus reticulatus är en insektsart som först beskrevs av Heie 1972.  Abstrusomyzus reticulatus ingår i släktet Abstrusomyzus och familjen långrörsbladlöss. Inga underarter finns listade i Catalogue of Life.